# Піцигая (Келераш)
Піцигая (рум. Pițigaia) — село у повіті Келераш в Румунії. Входить до складу комуни Фрумушань.
Село розташоване на відстані 21 км на південний схід від Бухареста, 80 км на захід від Келераші.

## Населення
За даними перепису населення 2002 року у селі проживали 79 осіб. Усі жителі села рідною мовою назвали румунську.
Національний склад населення села:
| Національність | Кількість осіб | Відсоток |
| -------------- | -------------- | -------- |
| румуни         | 71             | 89,9%    |
| цигани         | 8              | 10,1%    |